# ستيفان بوسي
ستيفان بوسي هو أستاذ جامعي وسياسي ألماني، ولد في 24 ديسمبر 1964 في كاوفبويرن في ألمانيا. نشط حزبياً في الاتحاد الاجتماعي المسيحي. وقد انتخب عمدة.